# McCulloch Stadium
Le McCulloch Stadium, également connu sous le nom de Charles McCulloch Stadium, est un stade omnisports américain situé à Salem, dans l'Oregon.
Le stade, doté de 2 500 places, sert d'enceinte à domicile pour l'équipe universitaire de l'Université Willamette (pour le football américain, le soccer, la crosse et l'athlétisme), ainsi que pour l'équipe des jeunes de soccer des Timbers de Portland.

## Histoire
Charles E. McCulloch (à l'époque président du conseil d'administration de l'Université Willamette et avocat à Portland,) fait un don de 50 000 $ à l'école en juin 1947 dans le but de construire un complexe sportif de 40 000 m². Le stade devait à l'origine disposé de 3 500 places (puis plus tard 7 000), en plus d'un terrain de baseball.
La construction du stade débute en mars 1950 (avec pour d'être fini en moins d'une année pour la saison de football américain américain).
Le stade est donc inauguré en 1950, est situé dans le Bush's Pasture Park, à l'intérieur du campus de l'université.
L'équipe de football américain des New York Giants jouent le premier match de leur saison au stade le 31 juillet 1958.
Vers 1970, la piste est changée en une surface faite d'asphalte et de caoutchouc, avant d'être à nouveau rénovée dans les années 1980 puis à nouveau en 2000 pour un coût de 300 000 $ (lorsque les officiels de l'université découvrirent que la piste était de 6 mètres trop longue).
Le McCulloch Stadium subit des rénovations majeures en 1993.
En 2003, le terrain est changé en une surface dite FieldTurf pour un coût de 500 000 $, et des lumières sont réinstallées autour du McCulloch stadium pour un coût de 110 000 $.
Un nouvel affichage des scores est ajouté en 2007.
Le stade accueille également des matchs de football américain des lycées avoisinants, dont les matchs de playoffs de la OSAA (Oregon School Activities Association).

### Installations
Tous les sièges de la tribune ouest du stade sont couverts. Les tribunes incluent une salle de presse, des bureaux et des vestiaires.

## Galerie

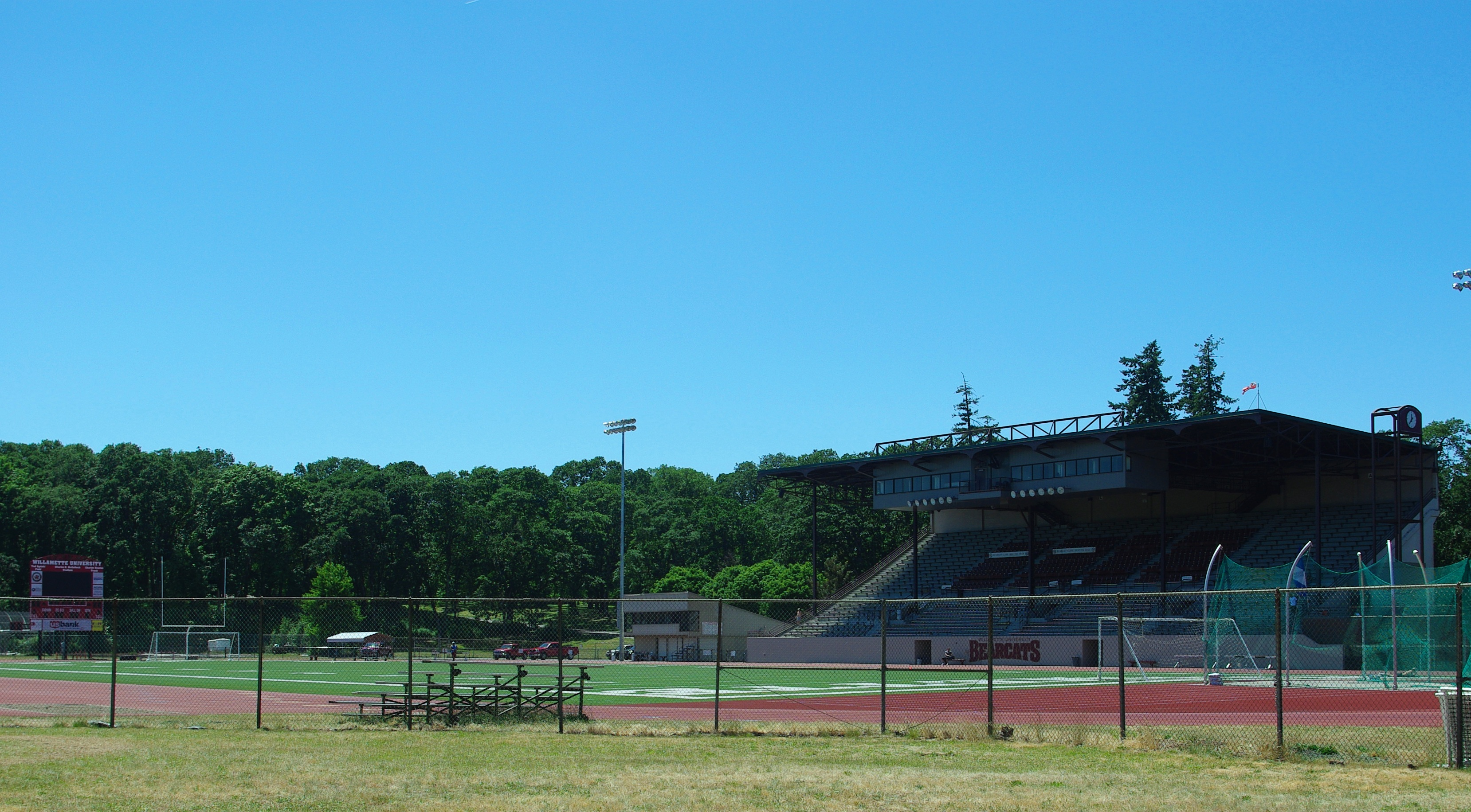
Vue du stade du côté est